# Ghost Story (1981)
Ghost Story (bra: Histórias de Fantasmas) é um filme de terror sobrenatural americano de 1981 dirigido por John Irvin e estrelado por Fred Astaire, Melvyn Douglas, Douglas Fairbanks Jr., John Houseman, Craig Wasson e Alice Krige. Baseado no romance homônimo de 1979, de Peter Straub, segue um grupo de empresários idosos da Nova Inglaterra que se reúnem para contar seu envolvimento na morte de uma mulher décadas antes, quando um deles suspeita que seu fantasma o esteja assombrando.
Ghost Story foi o último filme de Astaire e Fairbanks, o último filme concluído de Douglas (ele morreu quatro meses antes do lançamento do filme) e o primeiro filme a apresentar Michael O'Neill. O filme foi rodado em Woodstock, Vermont; Saratoga Springs, Nova Iorque; e na Universidade Stetson em DeLand, Flórida. Ghost Story foi lançado nos Estados Unidos em 18 de dezembro de 1981.

## Elenco
- Fred Astaire como Ricky Hawthorne
  - Tim Choate como jovem Hawthorne
- Melvyn Douglas como Dr. John Jaffrey
  - Mark Chamberlin como jovem Jaffrey
- Douglas Fairbanks Jr. como Edward Charles Wanderley
  - Kurt Johnson como jovem Wanderley
- John Houseman como Sears James
  - Ken Olin como jovem James
- Craig Wasson como Don/David Wanderley
- Patricia Neal como Stella Hawthorne
- Alice Krige como Eva Galli/Alma Mobley
- Jacqueline Brookes como Milly Jaffrey
- Miguel Fernandes como Gregory Bate
- Lance Holcomb as Fenny Bate
- Brad Sullivan como Xerife Hardesty
- Michael O'Neill como Churchill
- Guy Boyd como Omar Norris
- Robin Curtis como Rea Dedham
- James Greene como carteiro

## Produção

### Concepção
A Universal Pictures comprou os direitos do romance de Peter Straub, Ghost Story , em 1978, por US$ 225 mil. O diretor inglês John Irvin foi convidado para dirigir o filme pelo produtor Burt Weissbourd com base em sua direção de Haunted: The Ferryman, um filme para a televisão britânica. Ao ler o romance de Straub e o roteiro de Lawrence D. Cohen, Irvin imaginou a narrativa como sendo sobre hipocrisia e principalmente "o medo dos homens em relação às mulheres e, em algum ponto, o ódio." Irvin, recém-chegado a Hollywood, contratou vários cineastas britânicos como parte de sua equipe e afirmou que a cinematografia do filme pretendia ter uma aparência "europeia" e "parecer um cartão de Natal."

### Filmagem
A fotografia principal ocorreu em Saratoga Springs, Nova Iorque e Woodstock, Vermont. Os interiores da casa abandonada do filme foram criados dentro da antiga Union Station em Albany, Nova Iorque, enquanto as filmagens das cenas baseadas na Flórida foram concluídas em Deland e New Smyrna Beach, Flórida; cenas ambientadas na cidade de Nova Iorque foram filmadas em locações (em Waterside Plaza). Fotografias adicionais ocorreram no Universal Studios em Los Angeles, Califórnia. De acordo com Irvin, o processo de filmagem foi emocionalmente turbulento para o astro Fred Astaire, que confidenciou a Irvin que sentia que iria morrer ou ser assassinado durante as filmagens do filme, e a certa altura considerou desistir da produção.

### Efeitos especiais de maquiagem
Os efeitos especiais de maquiagem do filme foram desenhados pelo maquiador Dick Smith. Smith e uma equipe de artistas criaram vários bonecos de Eva/Alma em tamanho real em diferentes estágios de decadência. Smith também criou um boneco "sem rosto", com a boca aberta e sem olhos, que seria usado como uma aparição de Eva, mas acabou não sendo incluído no filme final. O design da "aparição sem olhos" foi posteriormente utilizado em uma sequência de alucinação no filme House on Haunted Hill de 1999, com Smith recebendo crédito pelo design.

## Lançamento

### Bilheteria
A Universal Pictures disputou o lançamento do filme na época do Natal com base em seu cenário invernal, e havia originalmente programado uma data de lançamento provisória para 11 de dezembro de 1981. As exibições de teste antecipadas foram realizadas entre 9 e 11 de outubro de 1981, em Denver, Colorado e Boston, Massachusetts. O filme estreou nos Estados Unidos com um grande lançamento dois meses depois, em 18 de dezembro de 1981. As exibições limitadas do filme aconteceram em 16 de dezembro. Ele arrecadou um total de US$ 23.371.905 nas bilheterias dos Estados Unidos e foi o terceiro filme de terror de maior bilheteria de 1981 e o 34º de maior bilheteria do ano.

### Resposta crítica
A recepção crítica foi mista para negativa após o lançamento. O Rotten Tomatoes deu-lhe uma classificação de "podre" de 29% com base em 31 avaliações. Roger Ebert deu uma crítica favorável ao filme, elogiando as atuações e considerando-o uma melhoria em relação ao romance de Straub. No The New York Times, Vincent Canby teve a visão oposta, também elogiando as performances, mas sentindo que o filme simplificou demais a história e os temas de Straub. Ele também criticou o mistério central e a revelação como "monótonos" e anticlimáticos após um forte acúmulo. Variety concordou com Canby que os cineastas não conseguiram traduzir o romance de Straub para a tela, afirmando que houve "momentos isolados e excelentes, separados por esquetes artísticos, mas comuns." Rex Reed, do New York Daily News, também notou o elenco do filme como "desperdiçado" e criticou o filme como uma adaptação "horrível" do romance original.
O guia de filmes da Time Out considerou-o uma "destilação desastrosa do romance superestimado, mas pelo menos toleravelmente coerente, de Peter Straub." O TV Guide concedeu ao filme duas de quatro estrelas, criticando o roteiro de Cohen, mas acrescentando: "O diretor John Irvin consegue evocar algum clima e atmosfera do cenário nevado da Nova Inglaterra, e as atuações dos quatro veteranos protagonistas são agradável."
Em 1982, o filme foi indicado ao Prêmio Saturno de melhor filme de terror.

### Mídia doméstica
Ghost Story foi lançado em DVD em 25 de março de 1998, pela Image Entertainment. A Universal reprimiu o DVD com uma capa alternativa, que foi lançada em 7 de setembro de 2004. O filme recebeu seu primeiro lançamento em Blu-ray nos Estados Unidos em 24 de novembro de 2015, pela Scream Factory. Este lançamento contou com novo material bônus, incluindo comentários em áudio com o diretor John Irvin, bem como entrevistas com Peter Straub, Alice Krige, Lawrence D. Cohen, Burt Weissbourd e Bill Taylor.